# جيمس رايت (محاضر)
جيمس رايت (بالإنجليزية: James Wright)‏ هو محاضر ‏ بريطاني، ولد في 14 يونيو 1939.